# Moorebank, New South Wales
Moorebank este o suburbie în Sydney, Australia.